# Hans-Joachim Geißler
Hans-Joachim Geißler (República Federal Alemana, 27 de mayo de 1955) es un nadador alemán retirado especializado en pruebas de estilo libre media distancia, donde consiguió ser campeón mundial en 1975 en los 4x200 metros estilo libre.

## Carrera deportiva
En el Campeonato Mundial de Natación de 1975 celebrado en Cali (Colombia), ganó la medalla de oro en los relevos de 4x200 metros estilo libre, con un tiempo de 7:39.44 segundos, por delante de Reino Unido (plata con 7:42.55 segundos) y la Unión Soviética (bronce con 7:43.58 segundos); y también ganó la medalla de bronce en los 400 metros estilos, con un tiempo de 4:36.40 segundos, tras el húngaro András Hargitay  y el soviético Andrej Smirnov.